# Frank Morgan (Musiker)

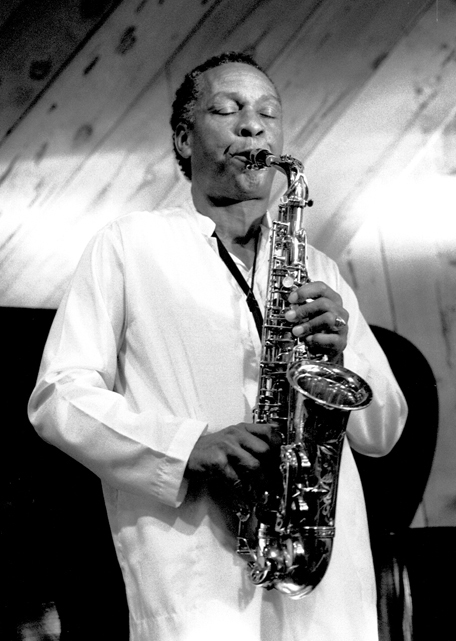
Frank Morgan

Frank Morgan (* 23. Dezember 1933 in Minneapolis, Minnesota; † 14. Dezember 2007 ebenda) war ein amerikanischer Jazzmusiker (Altsaxophonist) des Hard Bop.

## Leben
Frank Morgan wuchs in Minnesota auf, begann seine Karriere als Profimusiker in der Bebop Szene der Westküste, Drogenprobleme unterbrachen jedoch seine Karriere immer wieder. Sein Stil ist stark von Charlie Parker geprägt; seit den 1950er Jahren nahm er eine große Anzahl von Alben auf, wie sein Debüt mit den Westcoastmusikern Conte Candoli, Wardell Gray, Carl Perkins, Leroy Vinnegar und Lawrence Marable. 1985 gelang ihm ein Comeback mit dem Album Easy Living mit Cedar Walton und Billy Higgins. 1986 trat er mit dem Trio von Cedar Walton sowie Johnny Coles im New Yorker Village Vanguard mit einem Programm aus Titeln von Ellington, Monk, Parker und Jackie McLean auf (Bebop Lives!). Beachtung fanden seine weiteren Aufnahmen, die in den 1980er und 1990er Jahren entstanden, wie das 1987er Album Major Changes auf Contemporary Records mit McCoy Tyner, Avery Sharpe und Louis Hayes oder Reflections von 1989 mit Joe Henderson, Bobby Hutcherson, Mulgrew Miller, Ron Carter und Al Foster. Als Sideman wirkte Morgan an Plattenaufnahmen von Teddy Charles, Terry Gibbs, Milt Jackson, Kenny Clarke (Telefunken Blues, 1955) mit, zuletzt bei seinem alten Freund Art Farmer aus seiner Zeit an der Westküste (Central Avenue Reunion, 1989).
Im Jahr 1998 erlitt Morgan einen Schlaganfall, konnte aber seine Karriere dennoch fortsetzen.

## Diskographische Hinweise
- Gene Norman Presents Frank Morgan (GNP/Fresh Sound, 1955) mit Wardell Gray, Conte Candoli, Howard Roberts, Carl Perkins, Wild Bill Davis
- Easy Living (OJC, 1985) mit Cedar Walton, Tony Dumas, Billy Higgins
- Double Image (Contemporary, 1986) mit George Cables
- Major Changes (Contemporary, 1987) mit McCoy Tyner, Avery Sharpe, Louis Hayes
- Yardbird Suite (OJc, 1988) mit Mulgrew Miller, Ron Carter, Al Foster
- Reflections (OJC, 1989) mit Joe Henderson, Bobby Hutcherson, Mulgrew Miller, Ron Carter, Al Foster
- Listen to the Dawn (Antilles, 1993) mit Kenny Burrell, Ron Carter, Grady Tate
- Love, Lost and Found (Telarc, 1995) mit Cedar Walton, Ray Brown, Billy Higgins
- Bop!(Telarc, 1996) mit Ray Drummond, Curtis Lundy
- Frank Morgan & George Cables: Montreal Memories (rec. 1989, ed. 2018)